# منتگات
منتگات (به اسپانیایی: Montgat) یک شهرستان در اسپانیا است که در کاتالونیا واقع شده‌است.

## خصوصیات
منتگات ۲٫۹۵ کیلومترمربع مساحت و ۱۰٫۱۹۷ نفر جمعیت دارد و ۲۰ متر بالاتر از سطح دریا واقع شده‌است.